# Liolaemus fabiani
Liolaemus fabiani este o specie de șopârle din genul Liolaemus, familia Tropiduridae, descrisă de Rayner Núñez Aguila și Yáñez 1983. Conform Catalogue of Life specia Liolaemus fabiani nu are subspecii cunoscute.